# Michel d’Herbigny

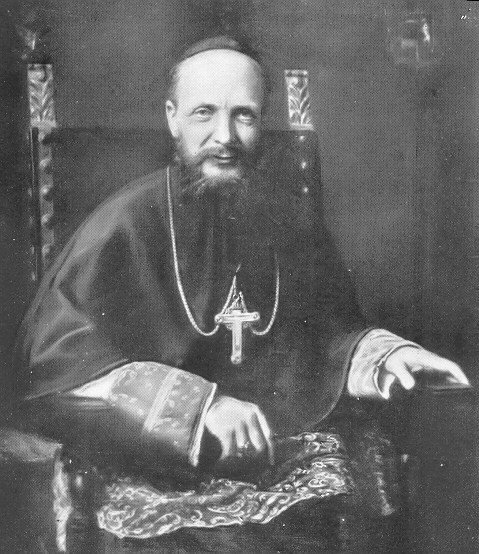

Michel-Joseph Bourguignon d’Herbigny SJ (* 8. Mai 1880 in Lille, Nord-Pas-de-Calais; † 23. Dezember 1957 in Aix-en-Provence, Bouches-du-Rhône) war ein französischer Orientalist und Geheimbischof in der Sowjetunion. Während eines Jahrzehnts (1922–1932) war er der wichtigste Berater des Heiligen Stuhls in den russischen Angelegenheiten.

## Leben

### Ausbildung und frühe Karriere
Der Sohn einer großen und wohlhabenden katholischen Familie besuchte ein Collège der Jesuiten in Lille. Am 4. Oktober 1897 trat er der Gesellschaft Jesu bei. Nach der Ausbildung nach dem traditionellen Lehrplan des Ordens und einem Studium in Trier und Paris empfing er am 7. August 1910 in Enghien die Priesterweihe. Am Ende seines Studiums der Theologie verteidigte er seine Doktorarbeit Ein russischer Newman: Wladimir Solowjow (1853–1900), die stark beachtet wurde und sofort 1911 veröffentlicht wurde. Herbigny machte damit in der katholischen Welt einen großen russischen Religionsphilosophen bekannt, der bisher im Okzident unbekannt war. Die Académie française verlieh ihm deshalb einen Preis. Dieses Buch bestimmte seine Karriere im Dienst der Katholischen Ostkirchen mit.

### Karriere im Bildungswesen

#### Professor in Enghien
Herbigny begann seine Karriere als Professor der Theologie der französischen Jesuiten in Enghien, Belgien. Er blieb dort fast zehn Jahre (1912–1921). Dies hinderte ihn nicht, während des Sommers Reisen nach Osteuropa und insbesondere nach Russland zu unternehmen. Die Eindrücke, die er mitbrachte – materielle Armut und der Mangel an Geistlichen – veranlassten ihn zur Organisation eines russischen katholischen Priesterseminars in Enghien. Einige Studenten kamen 1912 aus Russland. Aber der Erste Weltkrieg ließ das Projekt scheitern – die Russen wurden von deutschen Truppen aus Belgien vertrieben. Seine Abhandlung De Ecclesia, 1920 veröffentlicht, öffnete eine neue ökumenische Perspektive.

#### Rektor in Rom
Im Jahr 1922 wurde Herbigny nach Rom berufen, um an der Päpstlichen Universität Gregoriana zu lehren. Als das Päpstliche Orientalische Institut, 1917 gegründet, 1922 von Pius XI. der Gesellschaft Jesu anvertraut wurde, wurde Herbigny zum Rektor ernannt. Er gab dem Institut nach dessen Anfangsschwierigkeiten einen entscheidenden Anstoß. Der Gründer der wichtigsten Fachzeitschrift Orientalia Christiana gab ihm eine eigene Identität, losgelöst von der Päpstlichen Universität Gregoriana. Ab Dezember 1924 beriet er die Kongregation für die orientalischen Kirchen, obwohl er die Handhabung der russischen Angelegenheiten kritisch beurteilte. Er war auch ein aktives Mitglied der Kommission Pro Russia.

### Geheimbischof in der Sowjetunion
Herbigny wurde ein Vertrauter Pius’ XI. für Ost-Angelegenheiten und insbesondere für die Russischen. Bis 1926 war der Druck der religiösen Verfolgung in der Sowjetunion so angestiegen, dass die gesamte Führung der dortigen katholischen Kirche durch Exil oder Gefängnis eliminiert wurde. Pius XI. fasste den Beschluss der Errichtung einer vorläufigen Hierarchie weder mit Wissen, noch mit Genehmigung der sowjetischen Regierung. Die Pläne wurden im Reskript Plenitudine potestatis und im Dekret Quo aptius festgehalten. Apostolische Administratoren sollten in den großstädtischen Zentren die diözesanen Strukturen, die in der Zarenzeit bestanden hatten, ersetzen.
Herbigny wurde ausgewählt, diesen Versuch zu führen, und am 11. Februar 1926 zum Titularbischof von Ilium (Troja) ernannt. Herbignys Mission in der UdSSR kann mit der des Trojanischen Pferdes verglichen werden. Der Apostolische Nuntius in Berlin Eugenio Pacelli (der spätere Papst Pius XII.) spendete ihm insgeheim mit einem Zeugen in der Apostolischen Nuntiatur in Berlin die Bischofsweihe. Er machte sich auf den Weg nach Moskau unter dem Vorwand eines österlichen Pastoralbesuches der westeuropäischen Katholiken mit Wohnsitz in der sowjetischen Hauptstadt.
In Moskau weihte Herbigny am 21. April 1926 Pie Eugène Neveu AA, bis dahin Pfarrer der katholischen Gemeinde in der Bergbaustadt Makijiwka in der Ukraine, zum Bischof und installierte ihn als Pfarrer der Kirche des Hl. Ludwig von Frankreich in Moskau mit der geheimen Rolle des Apostolischen Administrators für die katholische Kirche in der Region Moskau (des historischen Erzbistums Minsk-Mahiljou). Herbigny weihte am 10. Mai desselben Jahres Aleksander Frison und Boļeslavs Sloskāns zu Bischöfen und ernannte sie für die entsprechenden Rollen in Odessa und Mahiljou. Am 13. August desselben Jahres weihte er auch Antoni Malecki zum Bischof und ernannte ihn zu derselben Rolle in Leningrad. Weitere Missionen in die Sowjetunion folgten. Die Mission endete in einer Katastrophe: alle neuen Bischöfe wurden verhaftet. Offenbar wurde die Mission aufgedeckt, sowjetische Agenten verfolgten Herbigny während seiner Reise. Für eine Zeit bekam er das Vertrauen Pius’ XI. als Vorsitzenden der Kommission Pro Russia, die Unabhängigkeit von der Kongregation für die orientalischen Kirchen erlangte. Da das Besuchen der Sowjetunion nicht mehr möglich war, wendete er sich anderen orientalischen Kirchen zu und besuchte 1927 die Patriarchen des Nahen Ostens.
Ende 1932 wurde Herbigny ernsthaft in den Skandal um Alexander Deubner, russischer Priester und Neffe von Clara Zetkin, einer berühmten Kommunistin, hineingezogen. Herbigny hatte ihn als Übersetzer angestellt und der merkwürdige Priester war auch offiziell der Mitverfasser des Buches, das Herbigny gerade veröffentlicht hatte. Nachdem Deubner im November 1932 aus Gründen, die nicht sehr ehrenvoll waren, überstürzt nach Berlin ging, wurde er als sowjetischer Spion denunziert.

### Ungnade und Abschiebung aus Rom
1928 wurde das Päpstliche Collegium Russicum (Russicum) von Pius XI. gegründet. Dieses Projekt sprach Herbigny an, weil sein Traum aus dem Jahre 1911 nun in Rom realisiert wurde. Doch die Zeiten hatten sich geändert. Herbigny beging auch Indiskretionen, und seine Missgeschicke in Russland begannen bekannt zu werden. Er trat im Jahr 1931 als Rektor des Päpstlichen Orientalischen Instituts zurück und ging 1933, offiziell aus gesundheitlichen Gründen, nach Belgien zurück, aber er kehrte nicht wieder nach Rom zurück. Im Jahr 1934 verließ er die Kommission Pro Russia wahrscheinlich als Folge des Scheiterns der Wiederherstellung einer katholischen Hierarchie in der UdSSR.
Bis zum Jahr 1937 reiste Herbigny weiterhin um die Welt und hielt zahlreiche Vorträge mit einem scharf antikommunistischen Ton. 1937 wurde ihm Schweigen auferlegt, sodass es ihm streng verboten war, mit jemandem zu sprechen und zu kommunizieren außer mit seinen Ordensbrüdern und seiner Familie. Die Umstände seiner Kaltstellung können Historiker nicht genau klären. Der französische Kirchenhistoriker Yves Chiron gibt eine Reihe von möglichen Gründen: eine interne Regelung der Angelegenheiten der Jesuiten; Eifersucht des polnischen Generaloberen der Gesellschaft Jesu, Wladimir Ledóchowski wegen seiner privilegierten Beziehungen mit Pius XI.; eine Affäre mit einer Frau; russische Provokation aus Rache für seine verdeckten Unternehmungen; allgemeines Scheitern seiner Politik und Taktik. Nach dem Verzicht auf die bischöflichen Insignien lebte er zwanzig Jahre zurückgezogen in Mons im Département Gers als einfacher Priester. Er starb 1957 in Aix-en-Provence, wo er begraben ist.

## Hauptwerke
- Vladimir Soloviev (1853–1900). Un Newman russe. Paris 1911, OCLC 53758520.
- L’anglicanisme et l’orthodoxie gréco-slave. Paris 1922, OCLC 559792747.
- La tyrannie soviétique et le malheur russe. Paris 1923, OCLC 35656449.
- Pâques 1926 en Russie. Paris 1926, OCLC 759821973.